# الكسندر جاست
الكسندر جاست (بالمجرية: Just Sándor Frigyes)‏ هو كيميائي ومخترِع ألماني ومجري، ولد في 12 أبريل 1874 في بريمن في ألمانيا، وتوفي في 30 مايو 1937 في بودابست في المجر بسبب سرطان.